# Округ Нортхемптон (Северна Каролина)
Округ Нортхемптон (енгл. Northampton County) је округ у америчкој савезној држави Северна Каролина.

## Демографија
По попису из 2010. године број становника је 22.099, што је 13 (0,1%) становника више него 2000. године.
| Група             | 2000.          | 2010.          |
| Белци             | 8.603 (39,0%)  | 8.596 (38,9%)  |
| Афроамериканци    | 13.125 (59,4%) | 12.895 (58,4%) |
| Азијати           | 20 (0,1%)      | 39 (0,2%)      |
| Хиспаноамериканци | 161 (0,7%)     | 305 (1,4%)     |
| Укупно            | 22.086         | 22.099         |